# Playgirl
Playgirl was een maandblad met erotische en sensuele inhoud. Het was een Amerikaans tijdschrift en verscheen in het Engels, maar er was ook onder meer een Duitse en een Russische variant. In 1987 en 1988 was er een Nederlandse variant, maar die werd opgeheven vanwege de tegenvallende verkoopcijfers. In 2016 is de laatste editie van de Amerikaanse versie verschenen. Ook in andere landen verschijnt het blad niet meer. Naast het tijdschrift had Playgirl een televisiestation dat erotische en sensuele films uitzond waarbij sensualiteit, passie en spanning hoog in het vaandel staat. Er is nog wel een website.
In Playgirl stonden naakte of halfnaakte mannen en vrouwen. Het tijdschrift is in 1973 opgericht als tegenhanger van de vele erotische en pornografische mannenbladen, in het bijzonder Playboy. Het tijdschrift is bekend om twee opmerkelijke publicitaire stunts. In 1990 boden de makers 45.000 dollar aan prins Charles voor een naaktsessie. In 2002 was er een uitgave met de titel The Men of Enron, waarin voormalige Enron-werknemers hun "hemd verloren".
De enige bekende Nederlandse man die in de Amerikaanse versie is verschenen, is voormalig televisiepresentator Dennis Storm. Dat deed hij voor het televisieprogramma Try Before You Die.
Hoewel het blad primair op vrouwen gericht was, bestond het lezerspubliek voor 30% tot 50% uit mannen.

## Bekende sterren
Bekende sterren die in Playgirl verschenen, zijn:
- Christopher Atkins
- Dima Bilan (in de Russische)
- Steve Bond
- Jim Brown
- Gary Conway
- Fabian
- Christopher George
- Tyrese Gibson
- Sam J. Jones
- Bruce Jenner
- Peter Lupus
- Dan Pastorini
- Brad Pitt
- George Maharis
- Shawn Michaels
- Peter Steele
- Dennis Storm
- Don Stroud
- Keith Urban
- Victor Webster
- Lyle Waggoner
- Steve Yeager
- Lou Zivkovich